# Pauline i Berlin
|  | Denne artikel er oprettet af botten PalnaBot ud fra en ekstern database. Den kan derfor have sproglige fejl eller mangler. Denne skabelon kan fjernes efter kontrol af indholdet. |

Pauline i Berlin er en eksperimentalfilm instrueret af Kassandra Wellendorf efter manuskript af Kassandra Wellendorf.

## Handling
Pauline lever et hektisk liv i Berlin, hvor måltidet, stævnemødet og den åndelige opdragelse ordnes i en fart på gaden. Men en gang imellem, når der ryger for meget nikotin i blodet, begynder det hele at køre rundt. Murene og dørhåndtagene får deres eget liv.